# Gabardin

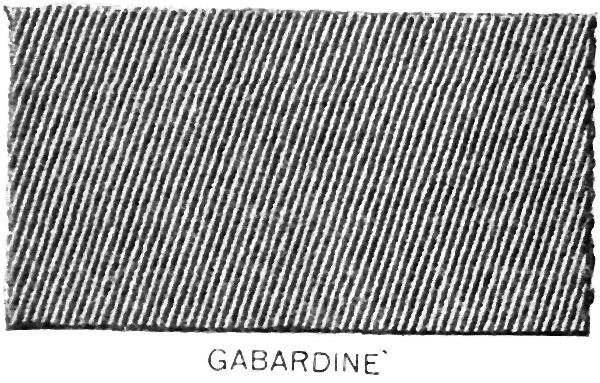
Gabardin

Gabardin är ett fintrådigt och tättvävt tyg med kypertbindning. Detta ger ett utseende med tydliga, brant lutande diagonalränder. Både bomull och ylle förekommer i gabardin. Varpen kan ibland vara gjord med tvinnat garn; om det är ett ylletyg kan varpen vara av kamgarn.
Kraftigare gabardintyger används till bland annat ytterplagg, kostymer, byxor, kavajer; tunnare kvaliteter används till kjolar och klänningar — som kan vävas såväl med som utan töjbarhet, så kallad stretch.
Tyget är slitstarkt men svårt att pressa och blir ofta blankt på utsatta ställen. Fläckborttagning kan vara problematisk.
Tyget "uppfanns" av Thomas Burberry år 1879.